# Wisanusak Oun-noi
Wisanusak Oun-noi (* 21. April 1990 in Khon Kaen) ist ein thailändischer Fußballspieler.

## Karriere
Wisanusak Oun-noi stand bis Mitte 2017 beim BBCU FC unter Vertrag. Wo er vorher gespielt hat, ist unbekannt. Der Verein aus der thailändischen Hauptstadt Bangkok spielte 2016 in der ersten Liga, der Thai Premier League. Ende 2016 stieg der Verein in die zweite Liga ab. Für BBCU bestritt er 19 Erstligaspiele. Während der Hinserie 2017 wurde der Verein vom thailändischen Verband gesperrt. Mitte 2017 wechselte er zum Khon Kaen FC. Mit dem Verein aus Khon Kaen spielte er in der dritten Liga, der Thai League 3. Hier trat man in der Upper Region an. Ende 2017 wurde er mit Khon Kaen Meister der Region und stieg in die zweite Liga auf. Hier spielte er noch ein Jahr. Seit Anfang 2018 ist er vertrags- und vereinslos.

## Erfolge
Khon Kaen FC
- Thai League 3 – Upper: 2017  ▲